# Мысленная брань
Мысленная брань (то есть война «мысленная» или «в мысли») — в христианской религиозной практике — умно́е делание (то есть работа ума или умом), направленное против помыслов (то есть мыслей, чувств и желаний), всеваемых в естество человека бесами. Цель мысленной брани — уничтожение страстей, питаемых помыслами. Главное средство мысленной брани — Иисусова молитва. В наиболее совершенном виде мысленная брань ведётся монашествующими или аскетами.

## Борьба с помыслами в общем контексте борьбы со страстями, грехом
Мысленная брань является неотъемлемой частью духовной борьбы православного монаха.
По словам архимандрита Софрония (Сахарова), «Православный монах своим главным делом считает внутреннее умно́е внимание с молитвою в сердце, что дает ему возможность видеть помысл прежде, чем он войдёт в сердце. Ум, безмолвным вниманием стоящий в сердце, видит, как помысл приближается извне, пытаясь проникнуть в сердце, и молитвою отгоняет его». Это делание называется «умны́м трезвением» или «умны́м безмолвием».
На практике борьба с помыслами (духовный подвиг) требует также телесного подвига (пост, бдение, труд и др.), который помогает временно сковать страсти. «Необходим подвиг для христианина, — учит святитель Игнатий Брянчанинов, — но не подвиг освобождает христианина от владычества страстей: освобождает его десница Вышнего, освобождает его благодать Святого Духа».
Сердце человека освобождается от помыслов, потому что вместо низких страстей «возобладало в нём другое, лучшее их вожделение». По слову святого Исаака Сирина, он мёртв для страстей не в силу отсутствия самих искушений и помыслов, не из-за успокоения по причине рассудительности и собственных дел, а в силу действия услаждающей и насыщающей его душу благодати Святого Духа.

### Духовная брань в изложении старца Никодима Святогорца
В своей «книжице» Невидимая брань (перевод с греческого святителя Феофана Затворника) Никодим Святогорец раскрывает сущность и принципы борьбы христианина против «миродержителей тьмы века сего, духов злобы поднебесных» следующим образом.
- Цель духовной брани — достижение христианского совершенства, которое заключается в сближении с Богом и пребывание в связи (соединении) с Ним.

Основные принципы духовной брани:
- никогда ни в чём не надеяться на себя;
- носить в сердце всегда полное и вседерзновенное упование на единого Бога;
- непрестанно подвизаться;
- всегда пребывать в молитве.

«Орудия» духовной брани:
- поучение в страданиях Господа;
- отсечение плотских страстей;
- смирение в немощности своей, постоянное признание и чувство;
- терпение в искушениях и отгнание нерадения;
- молитва, как словесная, так и мысленная, сердечная;
- твёрдая решимость отнюдь не соглашаться на борющую страсть, отревать её от себя с гневом и ненавидеть от всего сердца;
- частое причастие богообщения, как таинственного от таинственной жертвы, так и мысленного;
- всегдашнее упражнение ума в познании того, что право есть пред Господом;
- всегдашнее упражнение воли в вожделевании одного того, что благоугодно Богу;
- мир и спокойствие сердца.

Средства духовной брани:
- телесный подвиг: пощения, бдения, коленопреклонения, спание на голой земле и другие подобные строгости телесные;
- совершение многих молитвословий дома и в церкви;
- умна́я молитва, уединение, отшельничество и молчание;
- точное исполнение всех, уставом положенных, подвижнических деланий.